# Historia Kiribati

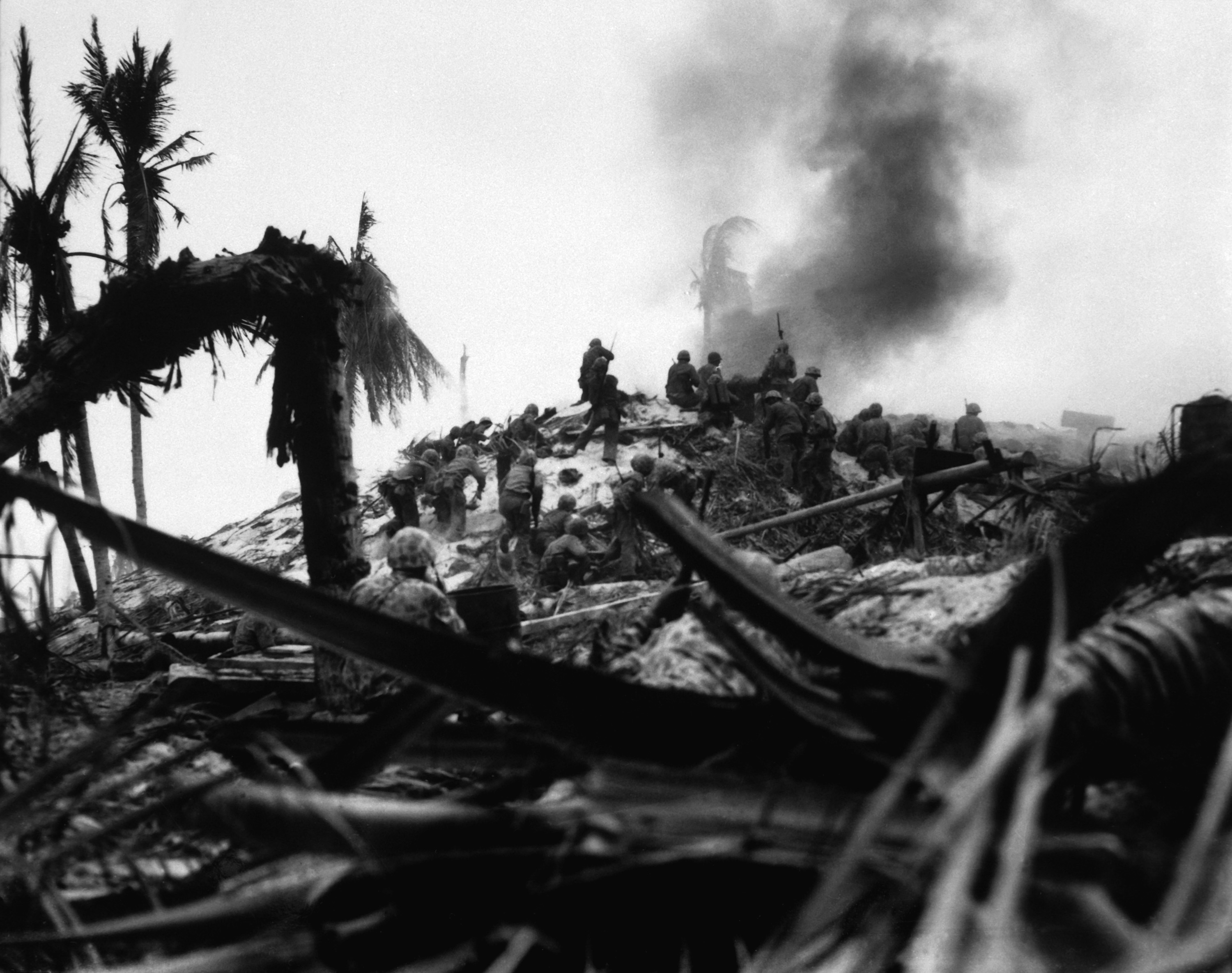
Marines w walkach na atolu Tarawa, listopad 1943

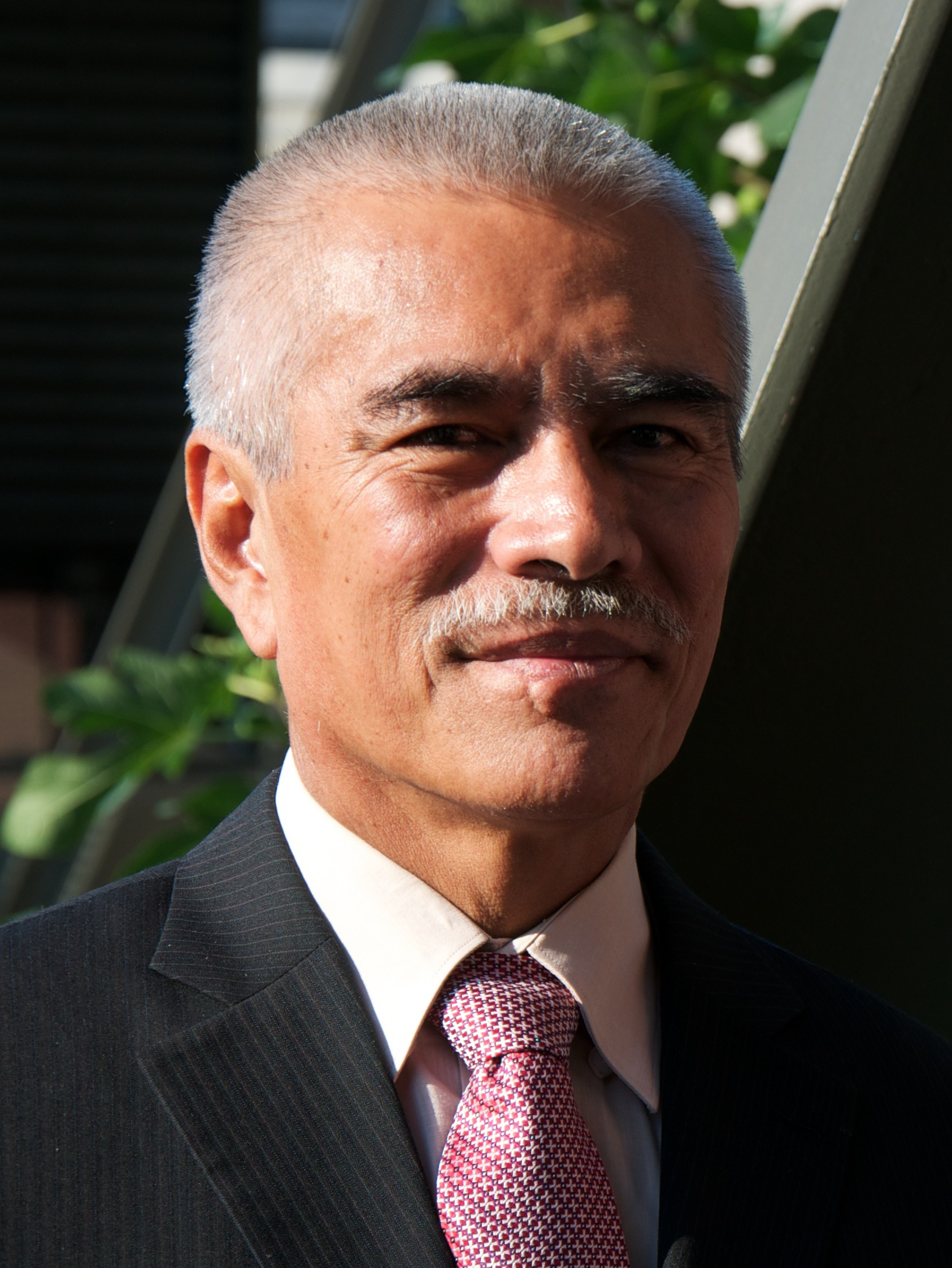
Anote Tong – prezydent Kiribati w latach 2003–2016

Historia Kiribati obejmuje dzieje wysp należących do Kiribati od II w. p.n.e. do czasów obecnych.
Wyspy zostały zasiedlone przez Melanezyjczyków prawdopodobnie ok. II w. p.n.e. Później na wyspach pojawili się Polinezyjczycy. Pierwsi Europejczycy dotarli na wyspy na początku XVII wieku (w 1606 Pedro Fernández de Quirós, 1765 John Byron, 1777 James Cook). W XIX wieku wyspom nadano nazwę Wysp Gilberta (na cześć H. Gilberta, który w 1788 roku żeglował w tym regionie w drodze do Australii). Na wyspach pojawili się wielorybnicy angielscy i amerykańscy. Po 1850 trwały „polowania” na czarnych tubylców, których wysyłano do pracy na plantacjach w Australii, Hawajach oraz na Fidżi. W 1888 roku Wielka Brytania objęła protektoratem wyspę Line, a dwa lata później wszystkie Wyspy Gilberta. W 1892 roku dołączono do protektoratu Wyspy Lagunowe.
W 1916 roku protektorat przekształcono w kolonię Korony pod nazwą Wyspy Gilberta i Lagunowe. W 1919 roku do kolonii dołączono Wyspę Bożego Narodzenia (Kiritimati), w 1937 roku wyspy Feniks (Canton i Enderbury). W latach 1942–1943 Japonia okupowała wyspy. Na terenie wysp toczyły się walki pomiędzy Stanami Zjednoczonymi a Japonią. Po wojnie powrócili Brytyjczycy. W latach 50. Wielka Brytania prowadziła testy broni jądrowej na wyspach. W 1963 roku powołano radę legislacyjną.
W 1975 roku Wyspy Lagunowe utworzyły państwo Tuvalu. Dwa lata później pozostałe wyspy uzyskały autonomię. W 1979 roku Wyspy Gilberta ogłosiły niepodległość i przyjęły nazwę Kiribati. Na mocy układu ze Stanami Zjednoczonymi do Kiribati włączono w 1979 roku Canton i Enderbury. Urząd prezydenta objął Ieremia Tabai. Tabai uzyskał reelekcję w latach 1982 i 1983. W 1985 roku powstała pierwsza opozycyjna partia w Kiribati – Partia Chrześcijańsko-Demokratyczna. W 1987 Tabai po raz czwarty objął urząd prezydenta. W wyborach prezydenckich w 1991 roku wybrano ponownie Tabaia, ale według konstytucji nie mógł pozostać na stanowisku na kolejną kadencję. Urząd prezydenta objął jego współpracownik i wiceprezydent Teatao Teannaki. W 1994 roku wybory prezydenckie wygrał Teburoro Tito.
W 1995 roku podjęto decyzję, by w całym kraju obowiązywała jedna data. W 1998 roku Tito ponownie objął urząd prezydenta. W 1999 roku Kiribati została członkiem Organizacji Narodów Zjednoczonych. W 2003 roku prezydentem został Anote Tong. Tong uzyskał reelekcję w 2007 i 2011 roku
W 2008 roku rozpoczęto rozmowy na temat ewakuacji mieszkańców Kiribati z powodu podnoszenia się poziomu wód oceanicznych. 11 marca 2016 roku wybory prezydenckie wygrał Taneti Mamau.